# Toshokan Sensō
Toshokan Sensō (jap. 図書館戦争, dt. „Bibliothekskrieg“) ist eine Light-Novel-Reihe der japanischen Autorin Hiro Arikawa, illustriert von Sukumo Adabana. Das Werk aus den Jahren 2006 und 2007 wurde als Anime und Manga adaptiert.

## Handlung
Im Jahr 1989 erlässt die japanische Regierung ein Gesetz, das die Zensur zum Schutz der Bevölkerung vor schädlichen Medien vorsieht. Zur Kontrolle des Gesetzes wird ein Komitee gegründet. Jedoch widersetzen sich einige lokale Regierungen dem Beschluss und gründen eine Streitmacht, die die Inhalte der Bibliotheken davor beschützen soll, von den Mitgliedern des Regierungskomitees zensiert zu werden.
Im Jahr 2019 tritt die junge Iku Kasahara (笠原 郁) der Bibliotheksverteidigungseinheit von Kantō bei. Nach ihrer Ausbildung wird sie Teil der Task Force, die die Bücher der Bibliothek beschützt und weitere zusammenträgt.

## Veröffentlichung
Die Light Novel erschien von Februar 2006 bis November 2007 im bei Media Works. Die Kapitel erschienen in vier Bänden. Ein Spin-off mit dem Titel Bessatsu Toshokan Sensō (別冊 図書館戦争) erschien im April 2008, ein zweites folgte im August 2008.

## Adaptionen

### Manga
Eine Adaption der Light Novel als Manga erscheint unter dem Titel Toshokan Sensō: Love & War (図書館戦争 LOVE&WAR) seit September 2007 im Magazin LaLa des Verlags Hakusensha. Die zeichnerische Umsetzung geschieht durch Kiiro Yumi. Die Einzelkapitel erschienen auch in bisher zwei Sammelbänden.
Ein zweiter Manga erscheint als Toshokan Sensō: Spitfire! (図書館戦争 SPITFIRE!) im Magazin Comic Dengeki Daioh bei MediaWorks. Zeichner ist Yayoi Furudori. Der Manga erschien auch in bisher einem Sammelband.

### Anime
2008 produzierte das Studio Production I.G unter der Regie von Takayuki Hamana eine Anime-Fernsehserie, die auf dem zweiten Manga beruht. Das Charakterdesign entwarf Satoru Nakamura und die künstlerische Leitung hatte Shigemi Ikeda inne. Die Serie wurde vom 10. April bis zum 26. Juni 2008 durch den japanischen Sender Fuji TV ausgestrahlt. Später folgten Wiederholungen durch Hokkaido Cultural Broadcasting, Kansai TV, Niigata Sogo Television, Television Nishi-Nippon Corporation und Tokai TV.
Sie wurde auch vom 6. August bis zum 3. Dezember 2008 auf 5 DVDs veröffentlicht. Die 3. DVD enthält die Folge Koi no Shōgai, die nicht im Fernsehen ausgestrahlt wurde.

#### Synchronisation
| Rolle           | Japanischer Sprecher (Seiyū) |
| --------------- | ---------------------------- |
| Iku Kasahara    | Marina Inoue                 |
| Atsushi Dōjō    | Tomoaki Maeno                |
| Mikihisa Komaki | Akira Ishida                 |
| Asako Shibasaki | Miyuki Sawashiro             |
| Hikaru Tezuka   | Tatsuhisa Suzuki             |

### Filme
- Toshokan Sensō: Kakumei no Tsubasa (2012)[2]
- Toshokan Sensō (2013)[3]
- Toshokan Sensō: The Last Mission (2015)[4]

#### Musik
Die Musik der Serie komponierte Yūgo Kanno. Der Vorspanntitel ist Atashi no Machi, Ashita no Machi (あたしの街、明日の街) von Hitomi Takahashi, für den Abspann verwendete man changes von Base Ball Bear.

## Erfolg
Der erste Band der Light Novel war mit über 62.000 verkauften Exemplaren auf Platz sieben der meistverkauften Light Novels in Japan 2008.
Die Romanreihe wurde 2008 mit dem Seiun-Preis in der Kategorie Bester Japanischer Roman ausgezeichnet.